# 読谷村

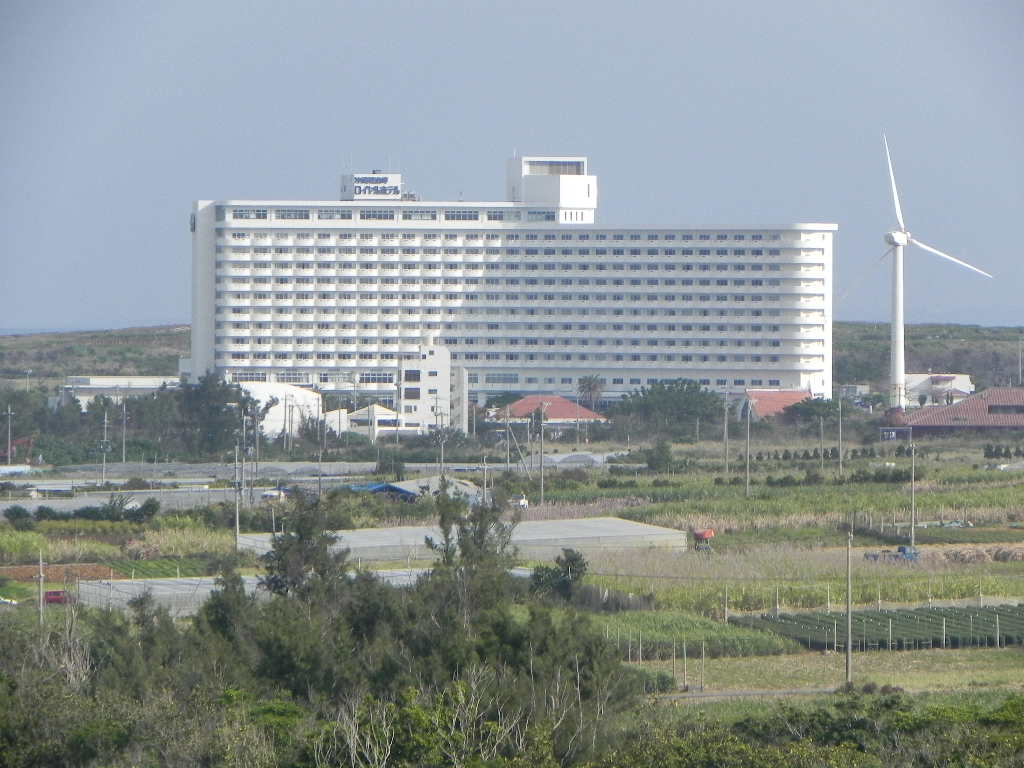
残波ロイヤルホテル

読谷村（よみたんそん）は、沖縄県の沖縄本島中部、中頭郡に属する村。日本の村としては最も人口が多く、人口密度は同郡の北中城村、中城村に次いで3番目に高い。2015年の国勢調査では村として人口増加数は2位（1位は同郡の中城村）。
もとは、沖縄語でこの地域を「ゆんたんざ（読谷山）」と呼んだ。

## 地理

### 隣接する自治体
- 沖縄市（1956年6月まで越来村、その後1974年3月までコザ市。なお、現在市村境がアメリカ軍基地内であるため直接行くことができない。）
- 中頭郡嘉手納町（戦前は北谷村、1948年～1975年は嘉手納村）
- 国頭郡恩納村

### 字一覧
元は村制前の16村を引き継いだ16字を置いていたが、のちに6字新設され、現在は22字を数える。
22字ごとに自治会が設置されている。このほか、字によらない大添（おおそえ：字楚辺の一部）、横田（よこた：字座喜味の一部）がある。
- 伊良皆（いらみな）
- 上地（うえち）
- 宇座（うざ）
- 大湾（おおわん）
- 喜名（きな）
- 儀間（ぎま）
- 座喜味（ざきみ）
- 瀬名波（せなは）
- 楚辺（そべ）
- 高志保（たかしほ）
- 渡具知（とぐち）
- 渡慶次（とけし）
- 長浜（ながはま）
- 波平（なみひら）
- 比謝（ひじゃ）
- 古堅（ふるげん）

以下は村制以後に新設された字。
- 大木（おおき）：1935年、伊良皆・大湾・楚辺・比謝の一部が独立
- 親志（おやし）：戦後、喜名の一部が独立
- 長田（ながた）：戦後、伊良皆の一部が独立
- 都屋（とや）：1951年、座喜味の一部が独立
- 比謝矼（ひじゃばし）：1951年、大湾の一部が独立
- 牧原（まきばる）：1951年、大湾の一部が独立

### 人口
| |                                        |  |
| 読谷村と全国の年齢別人口分布（2005年） | 読谷村の年齢・男女別人口分布（2005年） |  |
| ■紫色 ― 読谷村 ■緑色 ― 日本全国 | ■青色 ― 男性 ■赤色 ― 女性              |  |
| 読谷村（に相当する地域）の人口の推移 \| 1970年（昭和45年） \| 21,410人 \| \| \| 1975年（昭和50年） \| 24,232人 \| \| \| 1980年（昭和55年） \| 26,516人 \| \| \| 1985年（昭和60年） \| 28,536人 \| \| \| 1990年（平成2年） \| 30,750人 \| \| \| 1995年（平成7年） \| 32,912人 \| \| \| 2000年（平成12年） \| 36,115人 \| \| \| 2005年（平成17年） \| 37,306人 \| \| \| 2010年（平成22年） \| 38,200人 \| \| \| 2015年（平成27年） \| 39,504人 \| \| \| 2020年（令和2年） \| 41,206人 \| \| |                                        |  |
| 総務省統計局 国勢調査より |                                        |  |
| 1970年（昭和45年） | 21,410人                               |  |
| 1975年（昭和50年） | 24,232人                               |  |
| 1980年（昭和55年） | 26,516人                               |  |
| 1985年（昭和60年） | 28,536人                               |  |
| 1990年（平成2年） | 30,750人                               |  |
| 1995年（平成7年） | 32,912人                               |  |
| 2000年（平成12年） | 36,115人                               |  |
| 2005年（平成17年） | 37,306人                               |  |
| 2010年（平成22年） | 38,200人                               |  |
| 2015年（平成27年） | 39,504人                               |  |
| 2020年（令和2年） | 41,206人                               |  |

### 気候
| 読谷 (標高90m)の気候                                     | 読谷 (標高90m)の気候 | 読谷 (標高90m)の気候 | 読谷 (標高90m)の気候 | 読谷 (標高90m)の気候 | 読谷 (標高90m)の気候 | 読谷 (標高90m)の気候 | 読谷 (標高90m)の気候 | 読谷 (標高90m)の気候 | 読谷 (標高90m)の気候 | 読谷 (標高90m)の気候 | 読谷 (標高90m)の気候 | 読谷 (標高90m)の気候 | 読谷 (標高90m)の気候 |
| 月                                                       | 1月                  | 2月                  | 3月                  | 4月                  | 5月                  | 6月                  | 7月                  | 8月                  | 9月                  | 10月                 | 11月                 | 12月                 | 年                   |
| -------------------------------------------------------- | -------------------- | -------------------- | -------------------- | -------------------- | -------------------- | -------------------- | -------------------- | -------------------- | -------------------- | -------------------- | -------------------- | -------------------- | -------------------- |
| 降水量 mm （inch）                                       | 95.0 (3.74)          | 106.1 (4.177)        | 142.7 (5.618)        | 156.1 (6.146)        | 226.1 (8.902)        | 280.1 (11.028)       | 156.3 (6.154)        | 203.5 (8.012)        | 200.2 (7.882)        | 144.5 (5.689)        | 114.0 (4.488)        | 105.2 (4.142)        | 1,929.8 (75.976)     |
| 平均降水日数 （≥1.0 mm）                                 | 10.5                 | 10.7                 | 11.9                 | 10.9                 | 12.0                 | 11.9                 | 9.6                  | 11.3                 | 11.6                 | 8.8                  | 8.6                  | 9.9                  | 127.8                |
| 出典1：理科年表                                          |                      |                      |                      |                      |                      |                      |                      |                      |                      |                      |                      |                      |                      |
| 出典2：気象庁 (平均値：1991年-2020年、極値：1976年-現在) |                      |                      |                      |                      |                      |                      |                      |                      |                      |                      |                      |                      |                      |

## 歴史
西海岸の砂丘上には沖縄貝塚時代（本土の弥生時代相当期）の遺跡が多くあり、渡具知木綿原遺跡からは九州の影響を受けたとされる箱式石棺墓が見つかっている。そのことからこの遺跡は、1978年（昭和53年）11月15日に、国の史跡に指定されている。
また、比謝川の河口付近にある渡具知東原遺跡からは爪形文土器が見つかり、沖縄の先史時代文化が約7000年前まで遡ることが分かった。
- 1908年4月1日 - 町村制施行により、旧区画における読谷山間切全域を読谷山村（ゆんたんざそん）と定める。
- 1943年4月 - 村の中央部に帝国陸軍沖縄北飛行場建設開始。
- 1945年4月1日 - 米軍が北飛行場を目指し上陸、その日のうちに占拠する[4]。翌２日、チビチリガマの「集団自決」が発生[5][6]。読谷村全域が占領地となる。上陸前から疎開先も含め住民の戦火による犠牲者が出ていたが、その後も、疎開先あるいはそこからの帰途に戦火に巻き込まれる形で犠牲者が多数出る[7]。
- 1946年8月 - 米軍基地が95%の土地を占有し、約5%の土地にあたる波平、高志保の一部地域に帰村許可。11月20日 - 第一次移動の約５千人が帰村[8]、12月16日、読谷村に改称。米軍基地はその後も拡大・整備され、2006年まで村中央部を軍事施設が占めることになる。
- 1997年4月1日 - 現在の読谷村役場が完成。返還前の読谷補助飛行場に建設されたため、日米地位協定第二条第4項(a)の「日米による共同使用」という形を取った。
- 2014年1月1日 - 岩手県岩手郡滝沢村が市制施行。これにより、読谷村が日本国内で人口最大の村となった。

## 米軍施設
沖縄戦で村の95%が米軍に接収され、1972年の本土復帰時においても読谷村の73%が基地となっていた。基地の返還におおくの年月と村民の労力が費やされたが、現在も村面積の36％を米軍基地が占める。

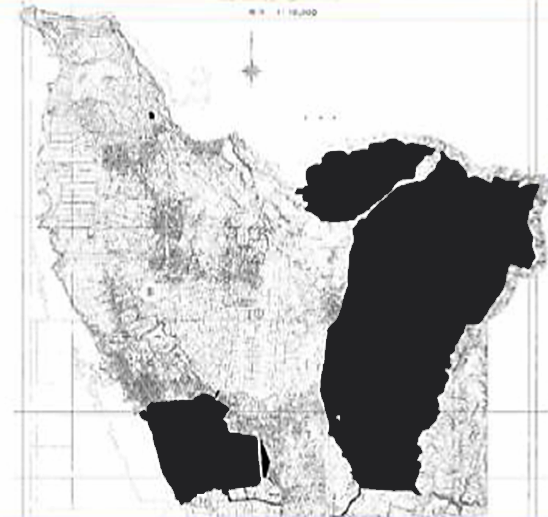
2012年現在、読谷村の米軍基地が占める割合は36%。

| 施設番号 | 返還協定での名称       | 旧名称                       | 返還状態            |
| -------- | ---------------------- | ---------------------------- | ------------------- |
| FAC6021  | ボロー・ポイント射撃場 | ボロー・ポイント射撃場       | 一部を除き返還      |
| FAC6021  | ボロー・ポイント射撃場 | 嘉手納第一サイト             | 一部を除き返還      |
| FAC6021  | ボロー・ポイント射撃場 | ボロー・ポイント陸軍補助施設 | 一部を除き返還      |
| FAC6021  | ボロー・ポイント射撃場 | 読谷第一陸軍補助施設         | 一部を除き返還      |
| FAC6022  | 嘉手納弾薬庫地区       | 嘉手納弾薬庫                 |                     |
| FAC6023  | 知花サイト             | 知花陸軍補助施設             | B表: 陸自白川分屯地 |
| FAC6023  | 知花サイト             | 喜名無線中継所               | B表: 陸自白川分屯地 |
| FAC6026  | 楚辺通信所             | 楚辺海軍通信補助施設         | 2006年返還          |
| FAC6026  | 楚辺通信所             | 楚辺方向探知東サイト         | 2006年返還          |
| FAC6027  | 読谷補助飛行場         | 読谷補助飛行場               | 2006年返還          |
| FAC6027  | 読谷補助飛行場         | 中野サイト                   | 2006年返還          |
| FAC6035  | 波平陸軍補助施設       | 波平サイト                   | 1974年返還          |
| FAC6036  | トリイ通信施設         | 楚辺トリイ・ステーション     |                     |
| FAC6036  | トリイ通信施設         | 楚辺戦略通信所               |                     |
| FAC6038  | 嘉手納住宅地区         | 嘉手納住宅地区               | 1977年に返還        |

### 現在の読谷村内の米軍基地
現在、読谷村では村の面積の36％を米軍基地が占めている。なかでも嘉手納弾薬庫は拘わる5市町村のなかで読谷村が最も多い面積となる。
| 施設番号 | 米軍基地         | 専有面積 (千㎡) | 内読谷村 (千㎡) |
| -------- | ---------------- | --------------- | --------------- |
| FAC6022  | 嘉手納弾薬庫地区 | 26,585          | 10,656          |
| FAC6036  | トリイ通信施設   | 1,895           | 1,895           |

- 瀬名波通信施設マイクロウェーブ塔: ボーローポイント射撃場（ボーロー飛行場）（陸軍・返還済み） - 東シナ海に沿って建設された飛行場跡地を陸軍が管理して射撃場や地対空ミサイル基地として使用していたが、1977年に区域東側の通信施設部分を残して返還された。残された東側部分は瀬名波通信施設に名称を変え、空軍管理の下継続使用されたが、2006年にマイクロウェーブ塔部分（約0.1 ha）を除くほぼ全域が返還された[11]。

## 行政
- 石嶺傳實村長

## 教育

### 小学校
- 読谷村立渡慶次小学校
- 読谷村立喜名小学校
- 読谷村立読谷小学校
- 読谷村立古堅小学校
- 読谷村立古堅南小学校
- 沖縄クリスチャンスクールインターナショナル

### 中学校
- 読谷村立読谷中学校
- 読谷村立古堅中学校
- 沖縄クリスチャンスクールインターナショナル

### 高等学校
- 沖縄県立読谷高等学校
- 沖縄クリスチャンスクールインターナショナル

## 医療
主な病院
- かなさん内科リハビリクリニック
- かんだ在宅クリニック
- なかそね内科
- まつしまクリニック
- よみたんクリニック
- ライフケアクリニック長浜
- 古堅南クリニック
- 読谷村診療所
- 読谷紅いもクリニック
- 読谷ゆんたくクリニック
- そべ歯科クリニック
- たいら眼科
- はじめ歯科クリニック
- ふるげん歯科クリニック
- サンセット歯科クリニック
- 沖縄アイランドデンタルクリニック
- 新崎歯科
- 珀美歯科
- 読谷歯科医院
- よみたん眼科
- 読谷松永眼科
- よみたん皮フ科
- 山貴整形クリニック
- そけん小児科
- 読谷平和こどもクリニック

## 交通

### バス
- 一般路線バス - 琉球バス交通・沖縄バスの2社により、以下の7系統が運行されている。20番と120番は2社共同運行で、主に国道58号を通り那覇市と名護市を結び、読谷村内の経路は同一で、村の中心部からは外れている。他の5系統は村中心部に近い読谷バスターミナル発着。28番・29番・228番は2社共同運行で、那覇市と読谷村中心部を結ぶ。48番は沖縄バスが運行し、恩納村を経由しうるま市旧石川市域と読谷村を結ぶ。62番は琉球バス交通が運行し、沖縄市・北谷町中心部と読谷村中心部を結ぶ。28番はかつて残波岬まで延長されたが今は廃止されている。
  - 下表の運行会社の「琉球」は琉球バス交通の路線、「沖縄」は沖縄バスの路線、複数表記は共同運行路線。
  - BT＝バスターミナル

| 番号 | 路線名           | 運行会社  | 起点         | 終点     | 市町村                                                                    | 読谷村内の主な経由地                                                       |
| ---- | ---------------- | --------- | ------------ | -------- | ------------------------------------------------------------------------- | -------------------------------------------------------------------------- |
| 20   | 名護西線         | 琉球 沖縄 | 那覇BT       | 名護BT   | 那覇市 - 浦添市 - 宜野湾市 - 北谷町 - 嘉手納町 - 読谷村 - 恩納村 - 名護市 | 比謝、伊良皆、喜名（国道58号）                                             |
| 120  | 名護西空港線     | 琉球 沖縄 | 那覇空港     | 名護BT   | 那覇市 - 浦添市 - 宜野湾市 - 北谷町 - 嘉手納町 - 読谷村 - 恩納村 - 名護市 | 比謝、伊良皆、喜名（国道58号）                                             |
| 28   | 読谷（楚辺）線   | 琉球 沖縄 | 那覇BT       | 読谷BT   | 那覇市 - 浦添市 - 宜野湾市 - 北谷町 - 嘉手納町 - 読谷村                   | 比謝、伊良皆、楚辺、波平（県道6号）                                        |
| 29   | 読谷（喜名）線   | 琉球 沖縄 | 那覇BT       | 読谷BT   | 那覇市 - 浦添市 - 宜野湾市 - 北谷町 - 嘉手納町 - 読谷村                   | 比謝、伊良皆、喜名、座喜味（県道12号）                                     |
| 228  | 読谷おもろまち線 | 琉球 沖縄 | おもろまち駅 | 読谷BT   | 那覇市 - 浦添市 - 宜野湾市 - 北谷町 - 嘉手納町 - 読谷村                   | 伊良皆、楚辺、波平（県道6号）                                              |
| 48   | 石川読谷線       | 沖縄      | 読谷BT       | 東山入口 | 読谷村 - 恩納村 - うるま市                                                | 長浜                                                                       |
| 62   | 中部線           | 琉球      | 読谷BT       | 砂辺     | 読谷村 - 嘉手納町 - 沖縄市 - 北谷町                                       | 比謝、伊良皆、楚辺、波平（県道6号） 比謝、伊良皆、喜名、座喜味（県道12号） |

- 鳳バス - 2009年4月より運行されているコミュニティバス。村役場や狭隘な住宅地など、上記一般路線バスの通らない地域を運行する。
- 空港リムジンバス（Bエリア、ABエリア） - 那覇空港・那覇バスターミナルと村内のホテル日航アリビラ、Royal Hotel 沖縄残波岬、星のや沖縄とを結び、読谷バスターミナルを発着するリムジンバス。

### 道路
- 国道58号
  - 沖縄西海岸道路（読谷道路、嘉手納バイパス）
- 沖縄県道6号線
- 沖縄県道12号線
- 沖縄県道16号線

## 名所・旧跡・観光

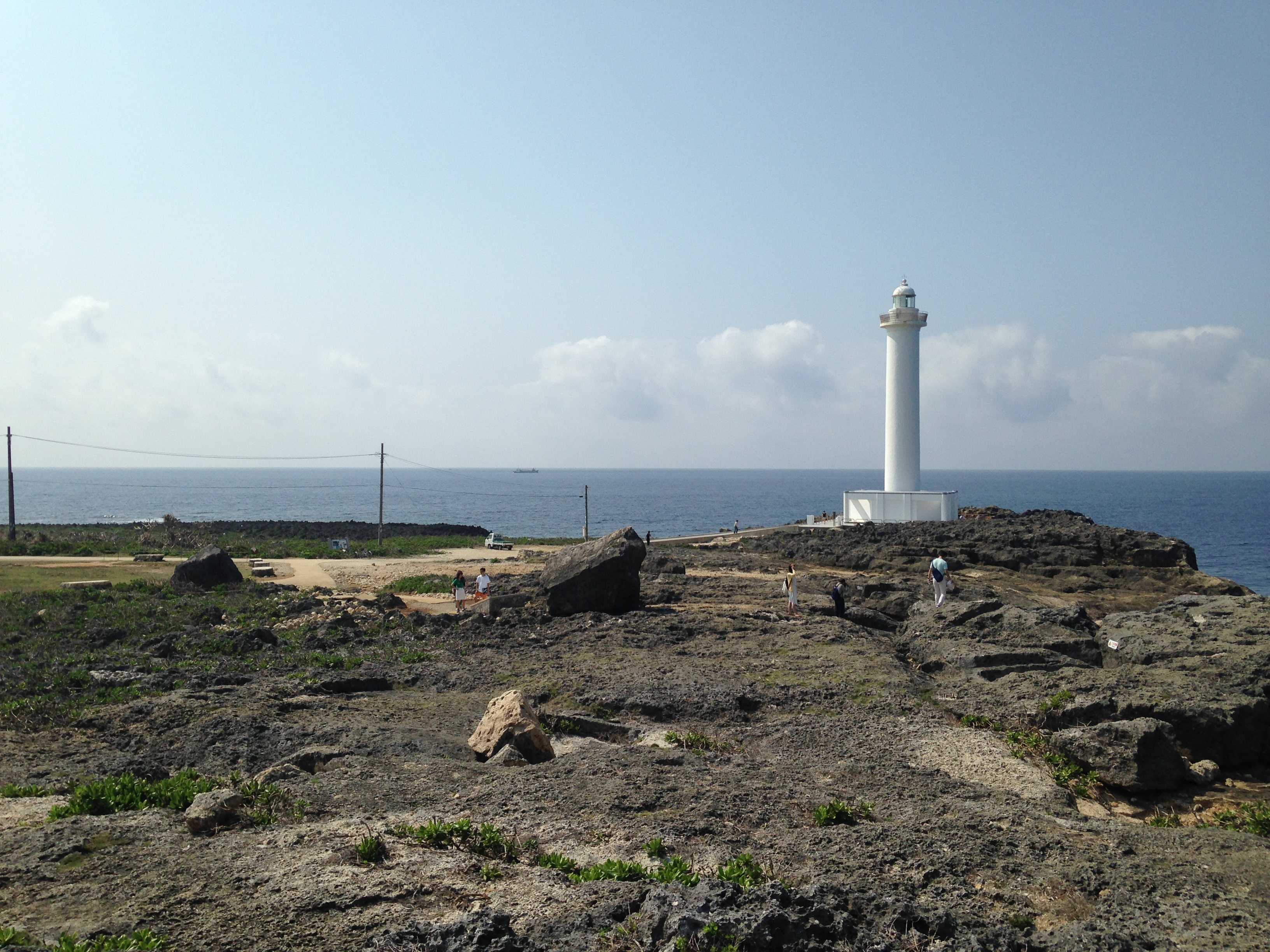
残波岬灯台

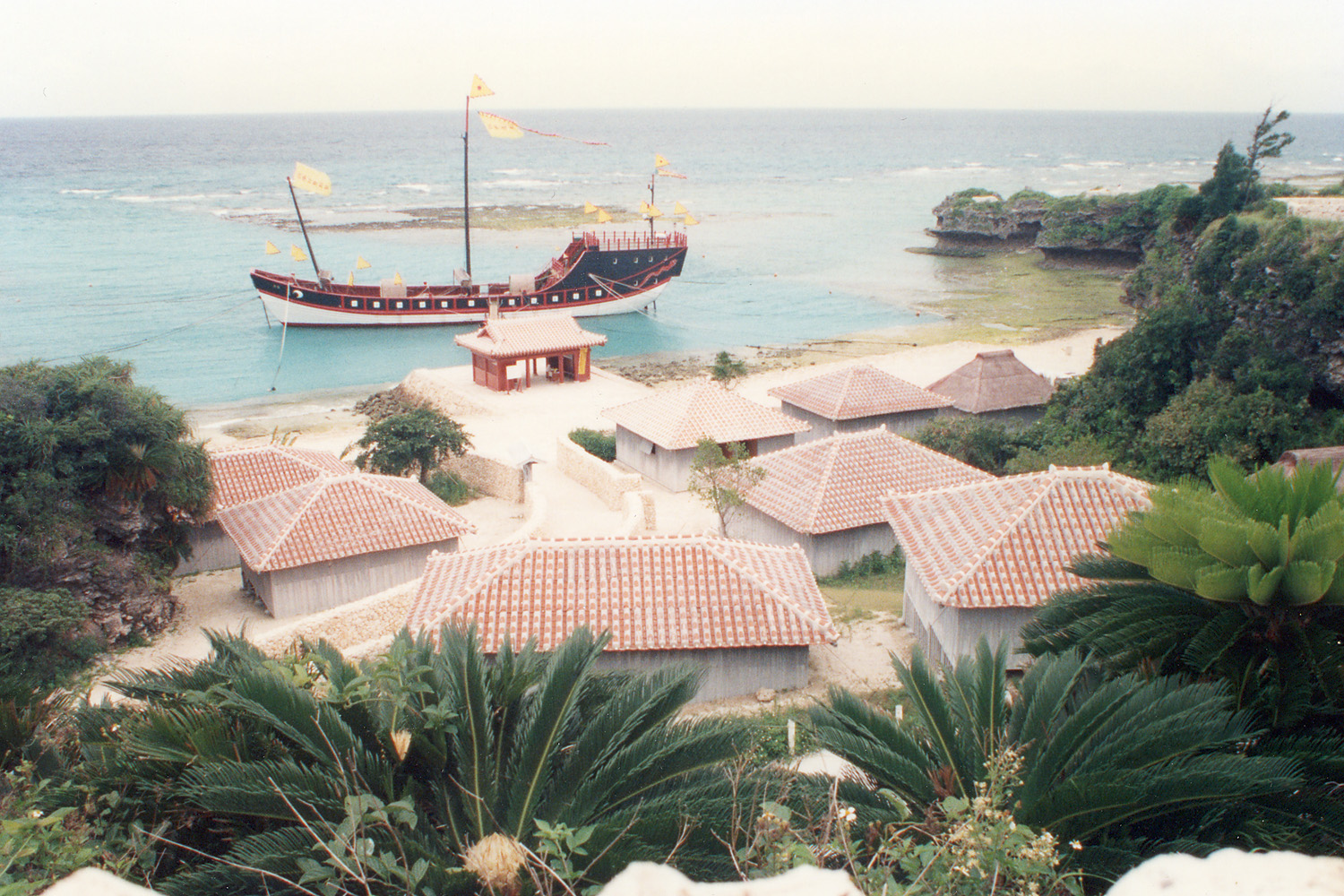
大河ドラマ「琉球の風」の撮影に使われたオープンセット

- 座喜味城跡（琉球王国のグスク及び関連遺産群）
- 残波岬灯台
- 読谷平和の森球場- プロ野球中日ドラゴンズが二軍春季キャンプを行っている。
- むら咲むら - 大河ドラマ「琉球の風」の撮影に使われたオープンセットを利用した体験型テーマパーク。
- Gala青い海 - 塩づくり体験 琉球ガラス体験 やちむん体験 の体験施設
- おきなわ乗馬倶楽部
- 渡具知ビーチ
- チビチリガマ - 沖縄戦において集団自決が行われたガマ（ガマへの入壕は禁止されているが、「世代を結ぶ平和の像」が設置されている）

## 読谷村出身の有名人

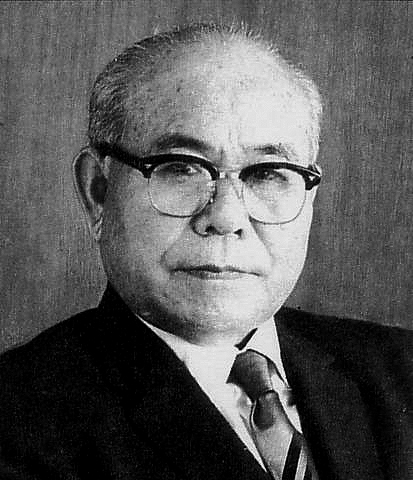
屋良朝苗初代沖縄県知事

### 公人
- 糸数慶子 - 元参議院議員、元県議会議員
- 知花昌一 - 元読谷村議会議員、平和運動家、真宗大谷派僧侶
- 又吉康助 - 陸軍大尉、陸将補
- 山内徳信 - 元参議院議員、元沖縄県出納長、元読谷村長、平和運動家
- 屋良朝苗 - 初代沖縄県知事

### 芸能人
- 新垣寿子 - 振付師、元SUPER MONKEY'Sメンバー
- 新垣勉 - テノール歌手、牧師
- 上地春奈 - 女優
- Kiroro
  - 玉城千春 - メンバー、歌手
  - 金城綾乃 - メンバー、歌手
- 立川笑二 - 落語家
- 照屋政雄 - 琉球民謡歌手
- 初恋クロマニヨン - お笑い芸人

### 運動選手
- 佐久本昌広 - 元プロ野球選手
- 儀保幸英 - サッカー選手
- 仲地礼亜 - プロ野球選手

## 放送・郵便
コミュニティ放送
- FMよみたん

郵便局
- 伊良皆郵便局
- 喜名郵便局
- 読谷郵便局